# Marija Butuk
Marija Butuk (russisch Мария Бутук, moldauisch und beim Weltschachbund FIDE Maria Butuc; * 27. März 1993 in der Republik Moldau) ist eine moldauische Schachspielerin. 2007 wechselte sie vom moldauischen zum russischen Schachverband.

## Leben
Marija Butuk wuchs in Chișinău auf. Sie studiert an der Staatlichen Universität für Wirtschaft und Finanzen Sankt Petersburg und unterrichtet seit 2011 an der Schule Nr. 597 Schach. Sie ist seit Oktober 2012 für die Studentenorganisation AIESEC aktiv.

## Erfolge
Bei der U12-Europameisterschaft 2004 in Ürgüp belegte sie hinter Lara Stock und Anastassija Bodnaruk den Bronzerang. 2007 gewann sie die russische U14-Meisterschaft und im März 2012 die 80. Einzelmeisterschaft der Frauen von Sankt Petersburg.
Im März 2009 wurde für sie der Titel Internationaler Meister der Frauen (WIM) beantragt. Die Normen hierfür erzielte sie mit Übererfüllung bei der Einzeleuropameisterschaft der Frauen im Mai 2008 in Plowdiw, bei der sie unter anderem gegen Jana Jacková gewann, sowie beim Mittelmeer-Open im Dezember 2008 in Rijeka. Die Auszeichnung konnte sie im September 2009 entgegennehmen, da sie erst dann die Grenze von 2200 Elo-Punkten überschritten hatte.
Ihre Elo-Zahl beträgt 2223 (Stand: März 2015), sie wird aber als inaktiv geführt, da sie seit der estländischen Mannschaftsmeisterschaft 2015 keine Elo-gewertete Partie mehr gespielt hat. Im August 2012 erreichte Butuk ihre höchste Elo-Zahl von 2224, danach spielte sie fast drei Jahre lang keine Elo-gewertete Partie und behielt diese Wertung bis Mai 2015.